# 沃邦广场

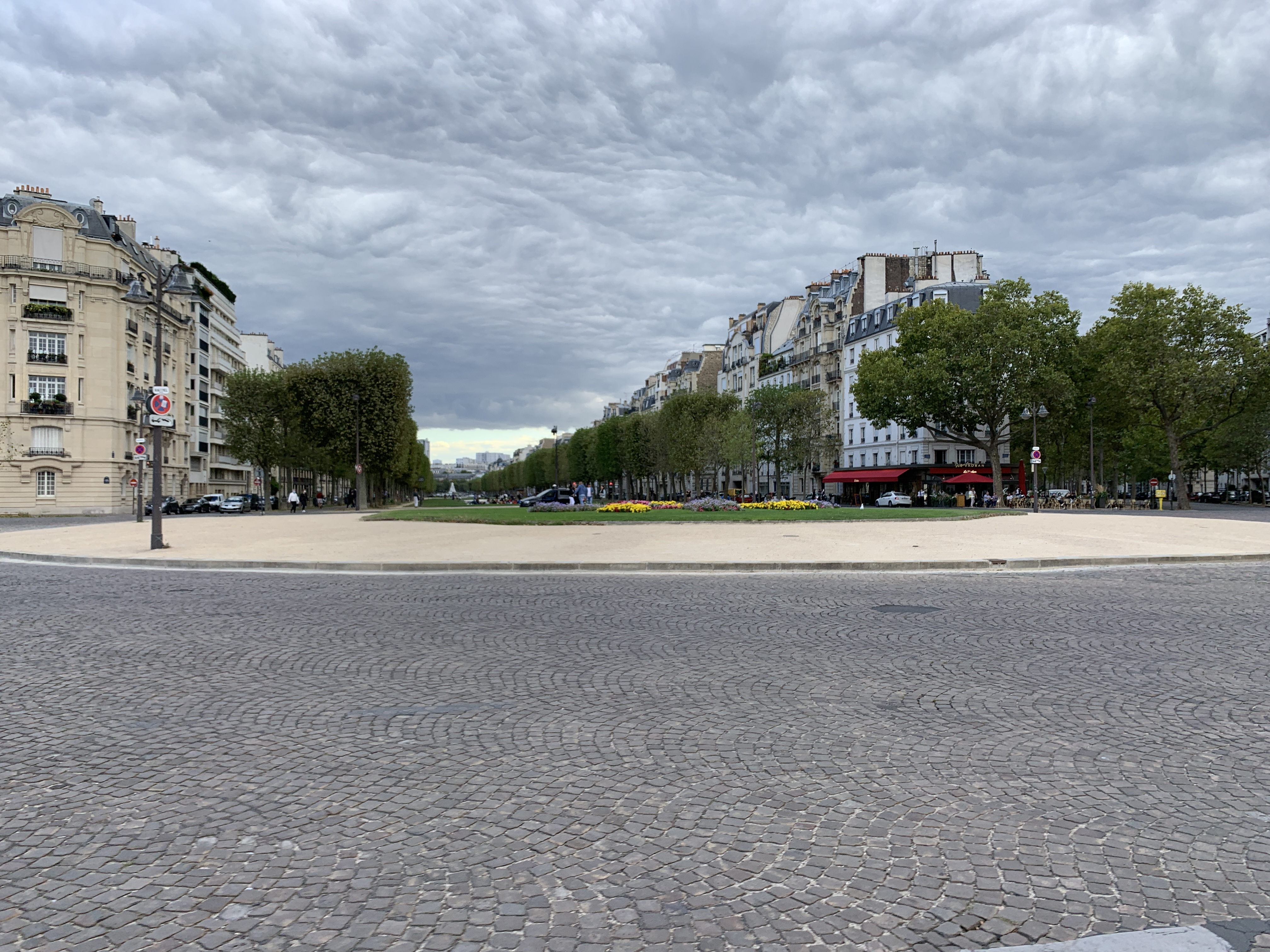
沃邦廣場（2020年9月）

沃邦广场（Place Vauban）是巴黎第七区的一个广场，位于荣军院南侧，维拉尔大街、avenue de Ségur、布勒特伊大街（avenue de Breteuil）和图尔维尔大街（avenue de Tourville）的交汇处。
沃邦广场附近的地铁站是圣方济各沙勿略站（13号线）和军校站（8号线）。

## 名称

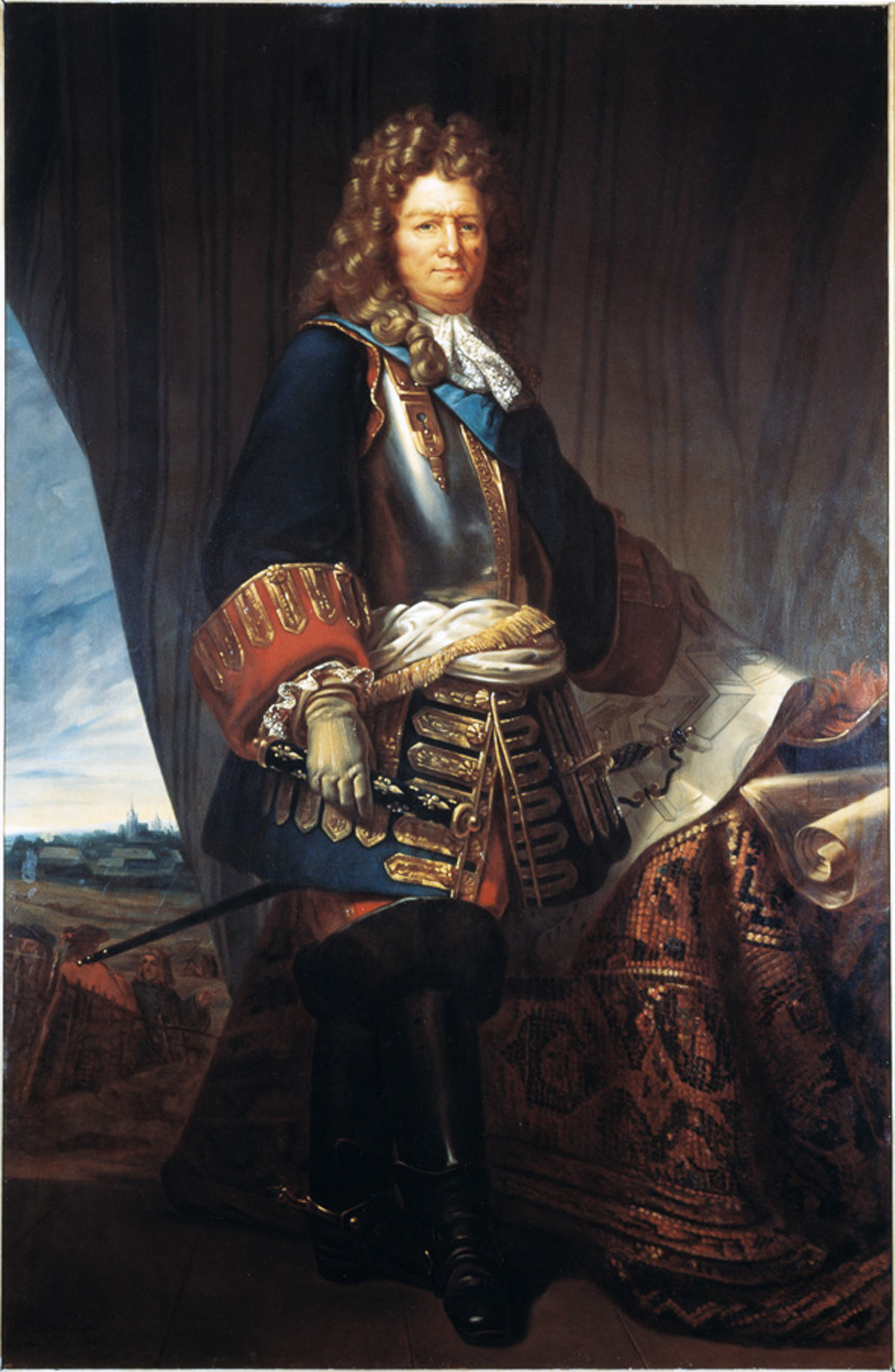
沃邦

沃邦广场得名于法国元帅塞巴斯蒂安·勒普雷斯特雷·德·沃邦 (1633-1707)。

## 历史
沃邦广场开辟于1780年, 根據1838年3月19日的法律，由國家移交給巴黎市。

## 建筑
- 11号[2].

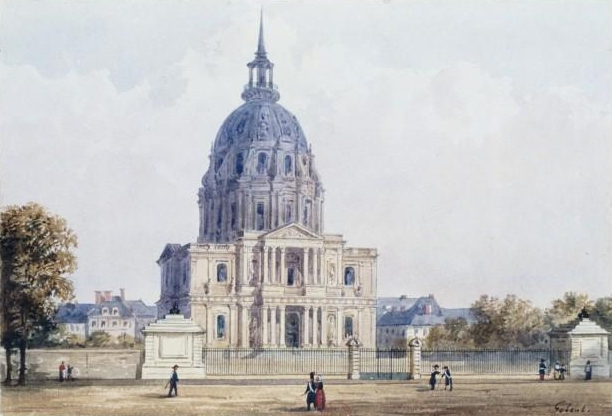
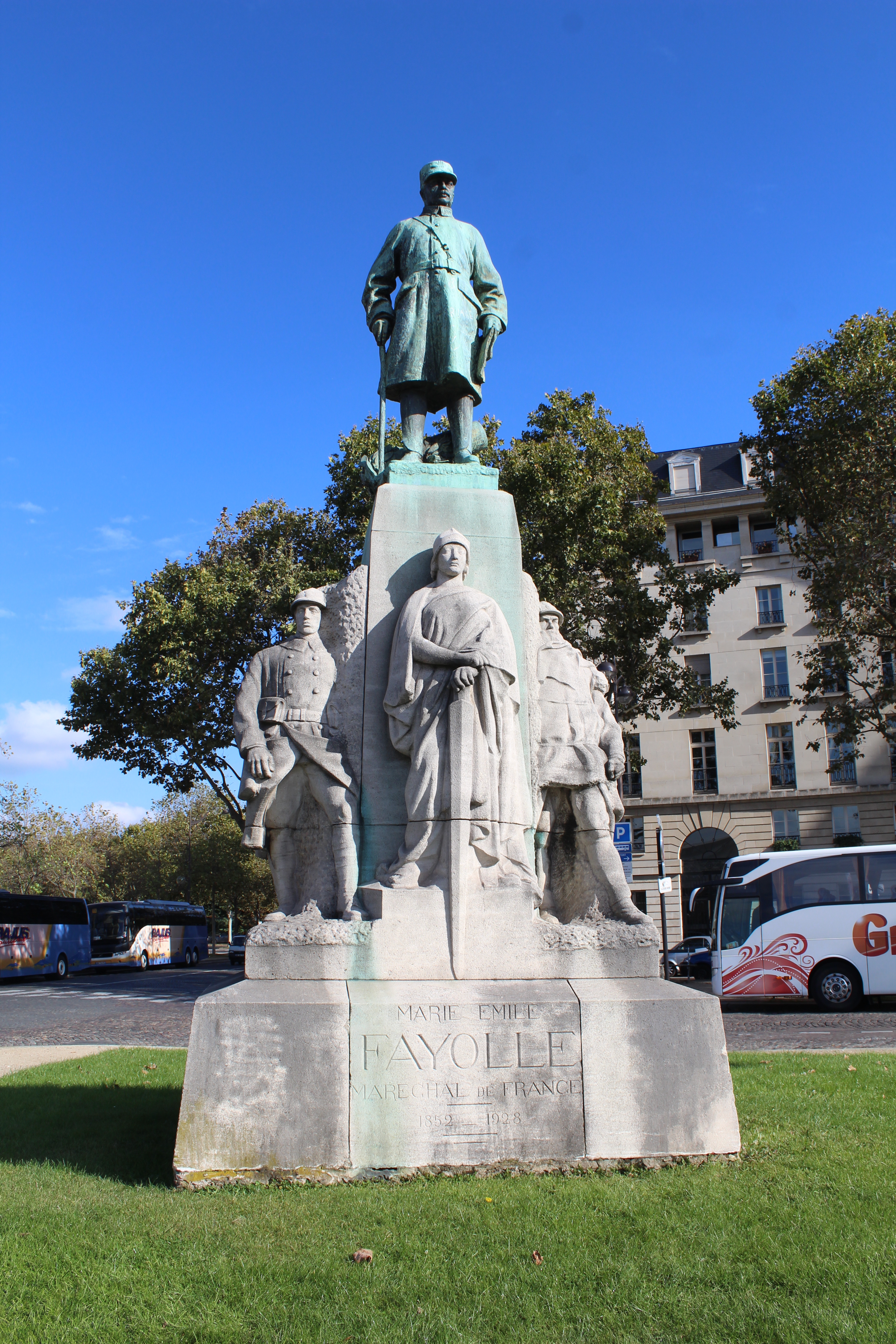
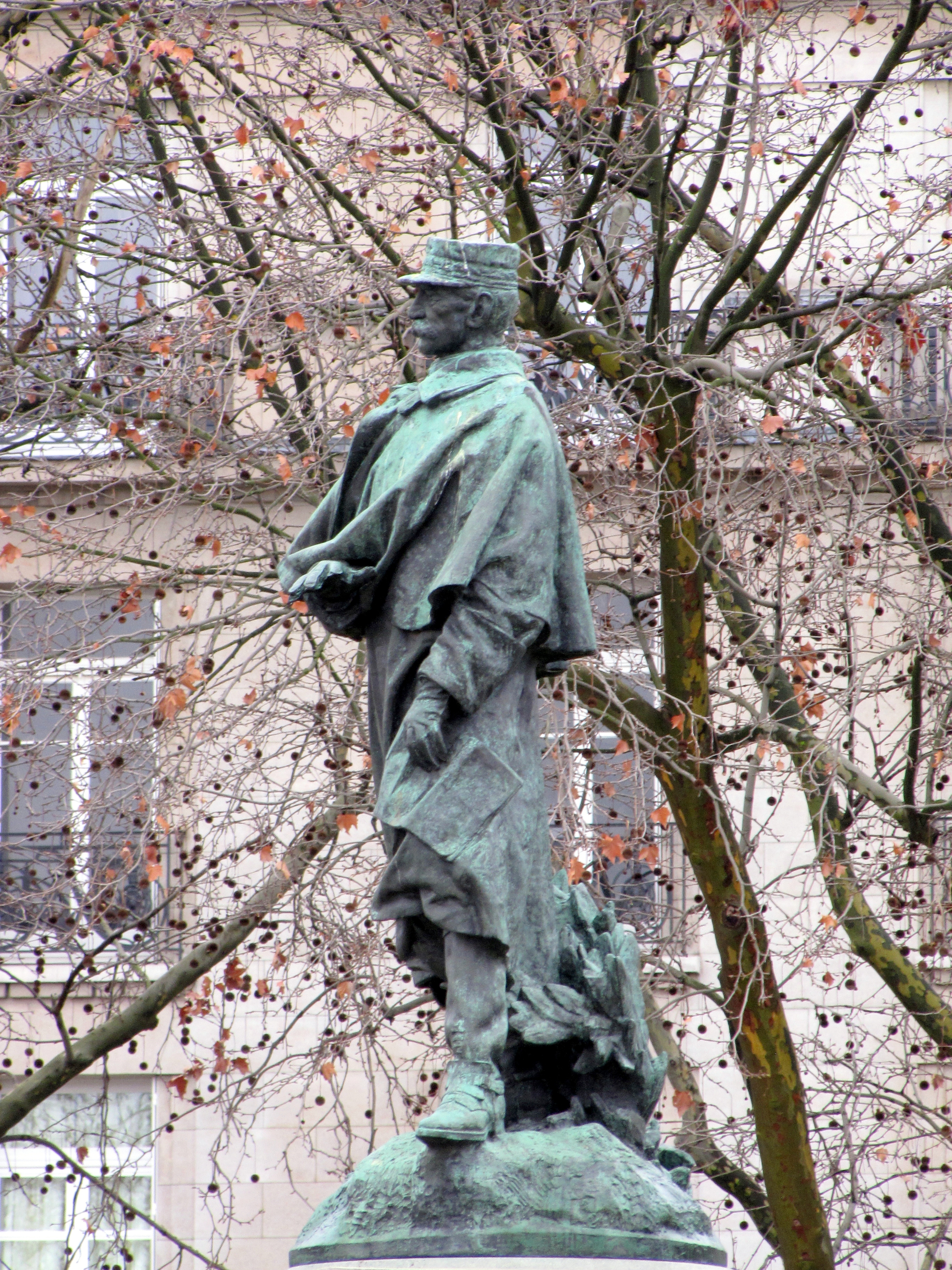
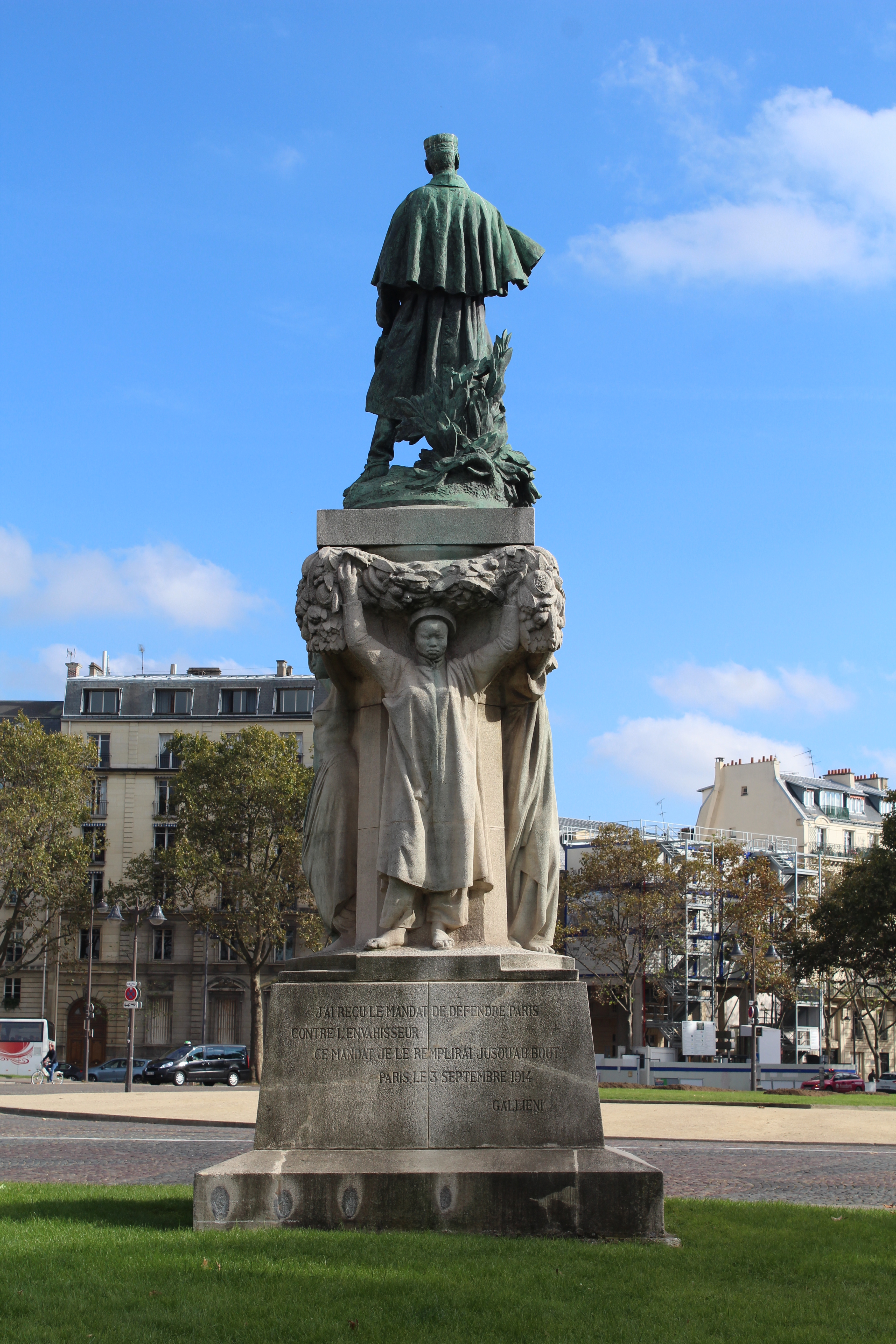
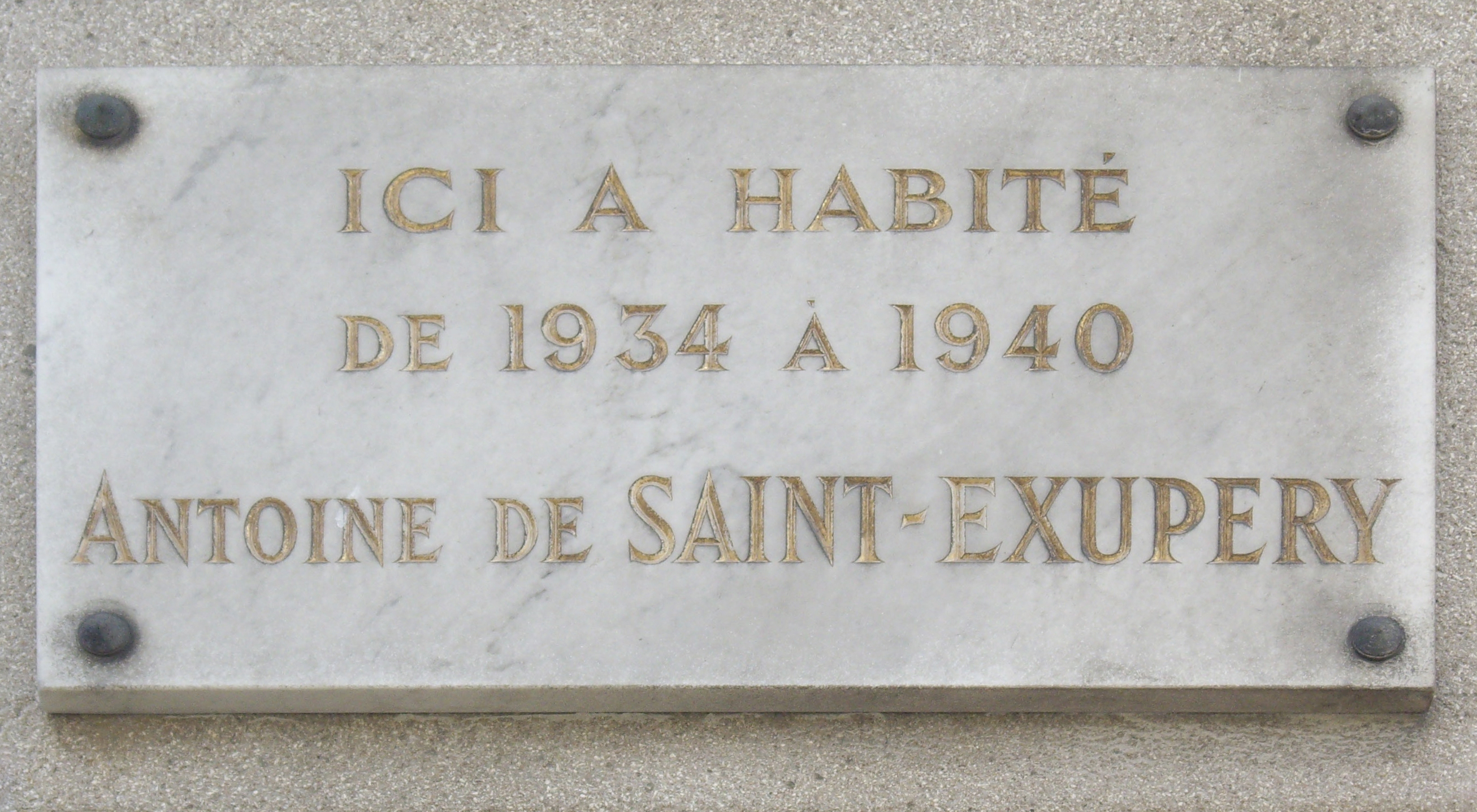
15号
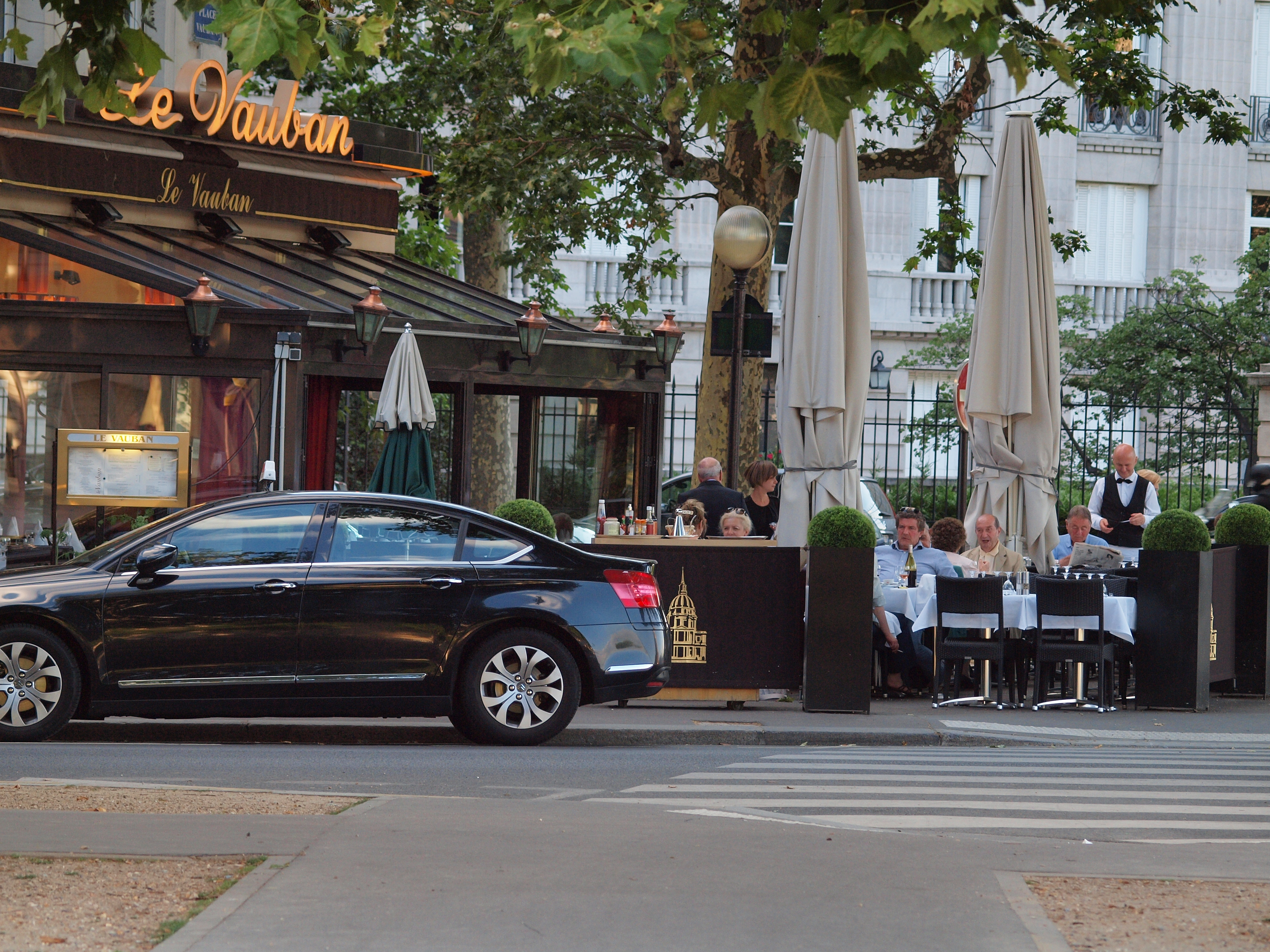
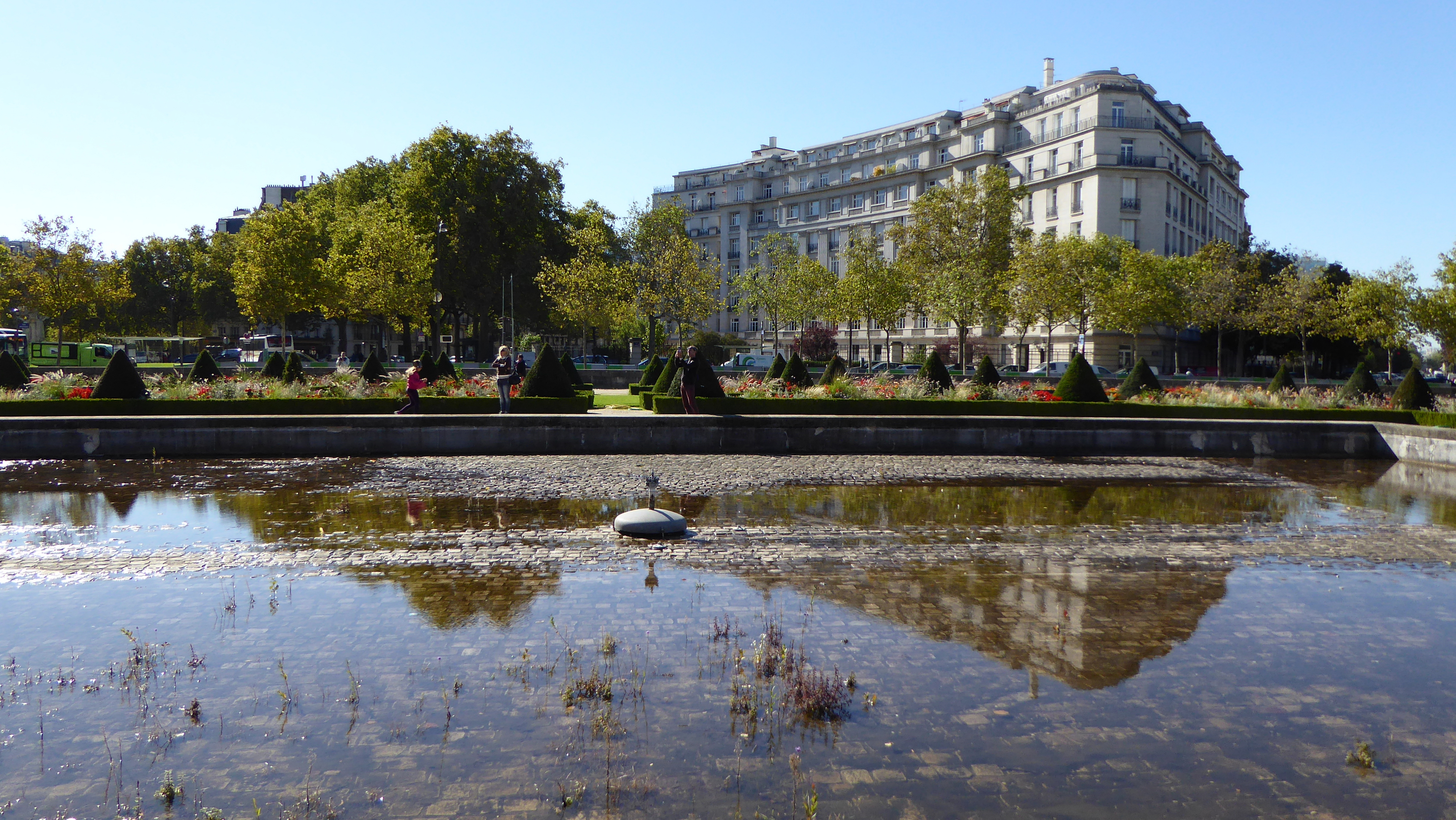